# Smučarski teki na Zimskih olimpijskih igrah 2014 - ženski šprint
Smučarski teki na Zimskih olimpijskih igrah 2014 - ženski šprint, tekma je potekala 11. februarja 2014.

### Finale
| Uvrstitev | St. številka | Ime in priimek             | Država    | Čas     | Zaostanek | Opomba |
| --------- | ------------ | -------------------------- | --------- | ------- | --------- | ------ |
| 1 !       | 1            | Maiken Caspersen Falla     | Norveška  | 2:35.49 | —         |        |
| 2 !       | 6            | Ingvild Flugstad Østberg   | Norveška  | 2:35.87 | +0.38     | PF     |
| 3 !       | 4            | Vesna Fabjan               | Slovenija | 2:35.89 | +0.40     | PF     |
| 4         | 7            | Astrid Uhrenholdt Jacobsen | Norveška  | 2:37.31 | +1.82     |        |
| 5         | 5            | Ida Ingemarsdotter         | Švedska   | 2:42.04 | +6.55     |        |
| 6         | 9            | Sophie Caldwell            | ZDA       | 2:47.75 | +12.26    |        |